# Wyatt Earp (film)
Wyatt Earp je americký životopisný filmový western z roku 1994, který režíroval a produkoval Lawrence Kasdan a na scénáři se podíleli Kasdan a Dan Gordon. Film popisuje život stejnojmenného muže zákona od farmářského chlapce z Iowy přes obávaného maršála až po spor v arizonském Tombstone, který vedl k přestřelce u O. K. Corralu. V hlavní roli se představí Kevin Costner a ve vedlejších rolích se objeví Gene Hackman, Mark Harmon, Michael Madsen, Bill Pullman, Dennis Quaid, Isabella Rossellini, Tom Sizemore, JoBeth Williams, Joanna Going, Mare Winningham a Jim Caviezel v jedné ze svých prvních rolí.
Film byl uveden do kin pouhých šest měsíců po filmu Tombstone, rovněž o Earpovi a přestřelce u O. K. Corralu. Na rozdíl od Tombstone byl film kasovně neúspěšný a dočkal se smíšených recenzí, kritizována byla jeho tříhodinová stopáž, ačkoli jeho produkční hodnoty byly chváleny.

## Děj
Během americké občanské války žije mladý Wyatt Earp na rodinné farmě v Iowě, zatímco jeho bratři bojují za Unii. Pokusí se k nim přidat, ale jeho otec ho zastaví. Po válce se rodina stěhuje na západ. Wyatt je svědkem souboje a je otřesen.
Později pracuje jako vozka a rozhodčí boxerských zápasů. Ožení se s Urillou Sutherland, ale když ona a jejich nenarozené dítě zemřou na tyfus[nepřesný odkaz], Wyatt propadne alkoholu a zločinu. Ukradne koně a je zatčen, ale jeho otec ho vykoupí a varuje, aby se už nevracel.
Jako lovec bizonů se Wyatt spřátelí s bratry Mastersonovými a později se stává zástupcem šerifa v Kansasu. V Dodge City si vybuduje pověst nekompromisního ochránce zákona, ale je propuštěn kvůli stížnostem na brutalitu. Při honbě za zločinci poznává pistolníka Doca Hollidaye, s nímž se spřátelí. Po smrti bratra Eda se Wyatt vrací do Dodge City a zabije prvního muže.
S rodinou se přestěhuje do Tombstone v Arizoně, kde se střetne s gangem Cowboyů. Naváže vztah s herečkou Josie Marcus, což vyvolá napětí s jeho družkou Mattie. Po přestřelce u O.K. Corralu se z něj stává nenáviděná postava. Následuje útok na jeho bratry – Virgil je raněn, Morgan zabit. Wyatt a jeho muži zahajují krvavou odplatu.
O mnoho let později těží Wyatt a Josie zlato na Aljašce. Mladík ho pozná a připomene mu příběh, jak Wyatt zachránil jeho strýce. Wyatt poznamená, že lidé tvrdí, že to bylo jinak, ale Josie mu odpoví: „Nevšímej si jich. Stalo se to tak.“ Wyatt a Josie spolu zůstanou 47 let až do jeho smrti v 80 letech.